# Montaigu (Aisne)
Montaigu es una comuna francesa situada en el departamento de Aisne, de la región de Alta Francia.

## Geografía
Está ubicada a 14 km al este de Laon.

## Demografía
| 602 | 557 | 589 | 650 | 673 | 671 | 695 | 754 | 755 | 763 | 762 |
| Para los censos de 1962 a 1999 la población legal corresponde a la población sin duplicidades (Fuente: INSEE [Consultar]) |     |     |     |     |     |     |     |     |     |     |